# Nicolette Krebitz
Nicolette Krebitz (Berlino Ovest, 2 settembre 1972) è un'attrice, regista e sceneggiatrice tedesca.

## Biografia
A 11 anni ha vinto un casting e ha ottenuto una parte di primo piano nel film televisivo Ich wette, es wird ein Junge.  Successivamente ha condotto alcuni programmi per bambini, tra cui la versione tedesca di Disney Club. Ha studiato danza al Ballett-Centrum e recitazione all'Istituto Fritz Kirchhoff, diplomandosi nel 1992.
Nel 1995 ha vinto il Premio Adolf Grimme per la sua interpretazione nel film televisivo Ausgerechnet Zoé. Nel 2001 ha debuttato come regista e sceneggiatrice con il film Jeans. Nel 2017 grazie al film Wild ha vinto il Bayerischer Filmpreis per la miglior regia ed ha ottenuto le nomination come miglior regista e miglior sceneggiatrice ai Deutscher Filmpreis.
Occasionalmente anche cantante, ha ricevuto un disco d'oro per la colonna sonora del film Bandits. Nel 1998 le band Fettes Brot  e Tocotronic l'hanno omaggiata con la canzone Nicolette Krebitz wartet ("Nicolette Krebitz sta aspettando").

## Filmografia

### Attrice
- Sigi, der Straßenfeger, regia di Wolf Gremm (1984)
- Der achte Tag, regia di Reinhard Münster (1990)
- Durst, regia di Martin Weinhart (1993)
- Domenica, regia di Peter Kern (1993)
- Una madre di troppo, regia di Nikolai Müllerschön (1995)
- Looosers!, regia di Christopher Roth (1995)
- Tempo, regia di Stefan Ruzowitzky (1996)
- Bandits, regia di Katja von Garnier (1997)
- Candy, regia di Christopher Roth (1998)
- Long Hello and Short Goodbye , regia di Rainer Kaufmann (1999)
- Fandango, regia di Matthias Glasner (2000)
- All the Queen's Men, regia di Stefan Ruzowitzky (2001)
- Der Tunnel, regia di Roland Suso Richter (2001)
- Jeans, anche regia (2001)
- Zwischen Nacht und Tag, regia di Nicolai Rohde (2004)
- Pihalla, regia di Tony Laine (2009)
- Liebeslied, regia di Anne Høegh Krohn (2009)
- Unter dir die Stadt, regia di Christoph Hochhäusler (2009)
- Lollipop Monster, regia di Ziska Riemann (2011)
- Pariser Platz - Berlin, regia di Ivo Trajkov (2011)
- Draussen ist Sommer, regia di Friederike Jehn (2012)
- Der blinde Fleck, regia di Daniel Harrich (2013)
- Besser als nix, regia di Ute Wieland (2014)
- Windstorm 3 - Ritorno alle origini, regia di Katja von Garnier (2017)
- My Zoe, regia di Julie Delpy (2019)
- Silver e il libro dei sogni (Silber und das Buch der Träume), regia di Helena Hufnagel (2023)

### Regista e sceneggiatrice
- Jeans (2001)
- Das Herz ist ein dunkler Wald (2007)
- Deutschland 09 (episodio: Die Unvollendete, 2009)
- Wild (2016)
- A E I O U – Das schnelle Alphabet der Liebe (2022)